# Gui Celen
Gui Celen (29 augustus 1946) is een Vlaams neurochirurg.
Celen is actief in de Vlaamse Beweging. Hij is voorzitter van het Aktiekomitee Vlaamse Sociale Zekerheid. Tot 31 december 2007 was hij algemeen voorzitter van de Marnixring, hij werd opgevolgd door Filip De Vlieghere. In 2008 werd hij voorzitter van Pro Flandria. Professioneel was Celen neurochirurg in het ziekenhuis AZ Groeninge te Kortrijk. 
Zijn stokpaardje is onder andere de splitsing van de Belgische sociale zekerheid in een Vlaamse en een Waalse.